# Herzi Halevi
Herzl "Herzi" Halevi (em hebraico:  הרצל "הרצי" הלוי; Jerusalém, 17 de dezembro de 1967) é o Chefe do Estado-Maior Geral das Forças de Defesa de Israel, tendo prestado juramento em 16 de janeiro de 2023.
Anteriormente, serviu como comandante do Comando Sul de Israel, chefe da Direção de Inteligência Militar e chegou a comandar a 91ª Divisão do exército, a 35ª Brigada de Paraquedistas e o Sayeret Matkal. Halevi é o primeiro judeu observante a servir como chefe da inteligência militar de Israel.

## Primeiros anos e educação
Herzl (Herzi) Halevi nasceu em Jerusalém. Seu pai, Shlomo, era filho de Haim Shalom Halevi (Gordin), um membro do Irgun e do "Battalion for the Defence of the Language", e Tzila, filha do Rabino Dov Baar HaCohen Kook e sobrinha de Rabino Abraão Isaac HaCohen Kook, o rabino-chefe de Israel.  Recebeu o nome de seu tio que morreu na batalha por Jerusalém na Guerra dos Seis Dias, vários meses antes de seu nascimento. A família da mãe de Halevi viveu em Jerusalém por 14 gerações, enquanto os pais de seu pai migraram do Império Russo.
Halevi estudou na escola religiosa Himmelfarb e foi membro dos escoteiros religiosos Tzofim.

## Carreira militar

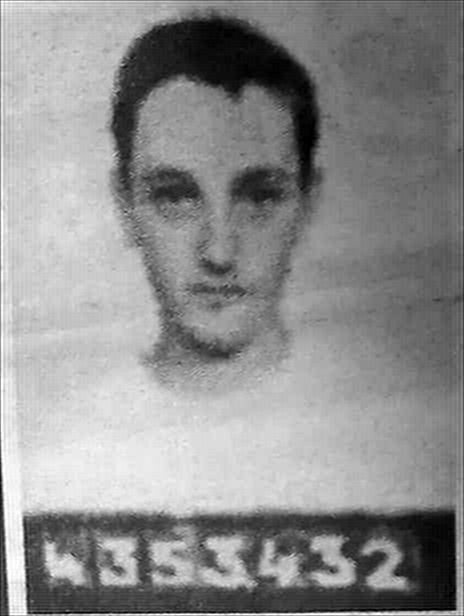
Halevi alistar-se no exército, 1985

Halevi foi convocado para as Forças de Defesa de Israel (IDF) em 1985. Se voluntariou como paraquedista na Brigada de Paraquedistas. Serviu como soldado e líder de equipe. Em 1987, se tornou um oficial de infantaria após concluir a escola de candidatos a oficiais e retornou à Brigada de Paraquedistas como líder de pelotão. Halevi liderou a companhia antitanque da brigada em operações de contra-guerrilha durante o conflito no sul do Líbano. Em 1993,  foi designado para a Sayeret Matkal, a unidade de forças especiais da IDF, onde serviu como comandante de companhia. Halevi posteriormente comandou a unidade durante a Segunda Intifada.

### Funções de coronel
Em 11 de setembro de 2005,  foi nomeado comandante da Brigada Regional de Menashe e, em 22 de agosto de 2007, foi nomeado comandante da Brigada de Paraquedistas e liderou-a durante a Operação Chumbo Fundido e diversas outras operações.

### Funções de general de brigada
Em setembro de 2009, Halevi foi promovido ao posto de general de brigada (Tat-Aluf) e nomeado comandante da Divisão Operacional na Diretoria de Inteligência Militar e serviu nessa posição até 11 de outubro de 2011. Em 6 de novembro,  foi nomeado comandante da 91ª Divisão. Em dezembro de 2012, a divisão recebeu o "Prêmio do Chefe do Estado-Maior para Unidades Destacadas" sob o seu comando.  concluiu sua função lá em novembro de 2013 e, em 2014, tornou-se comandante do Colégio de Comando e Estado-Maior das IDF.

### Funções de general de divisão

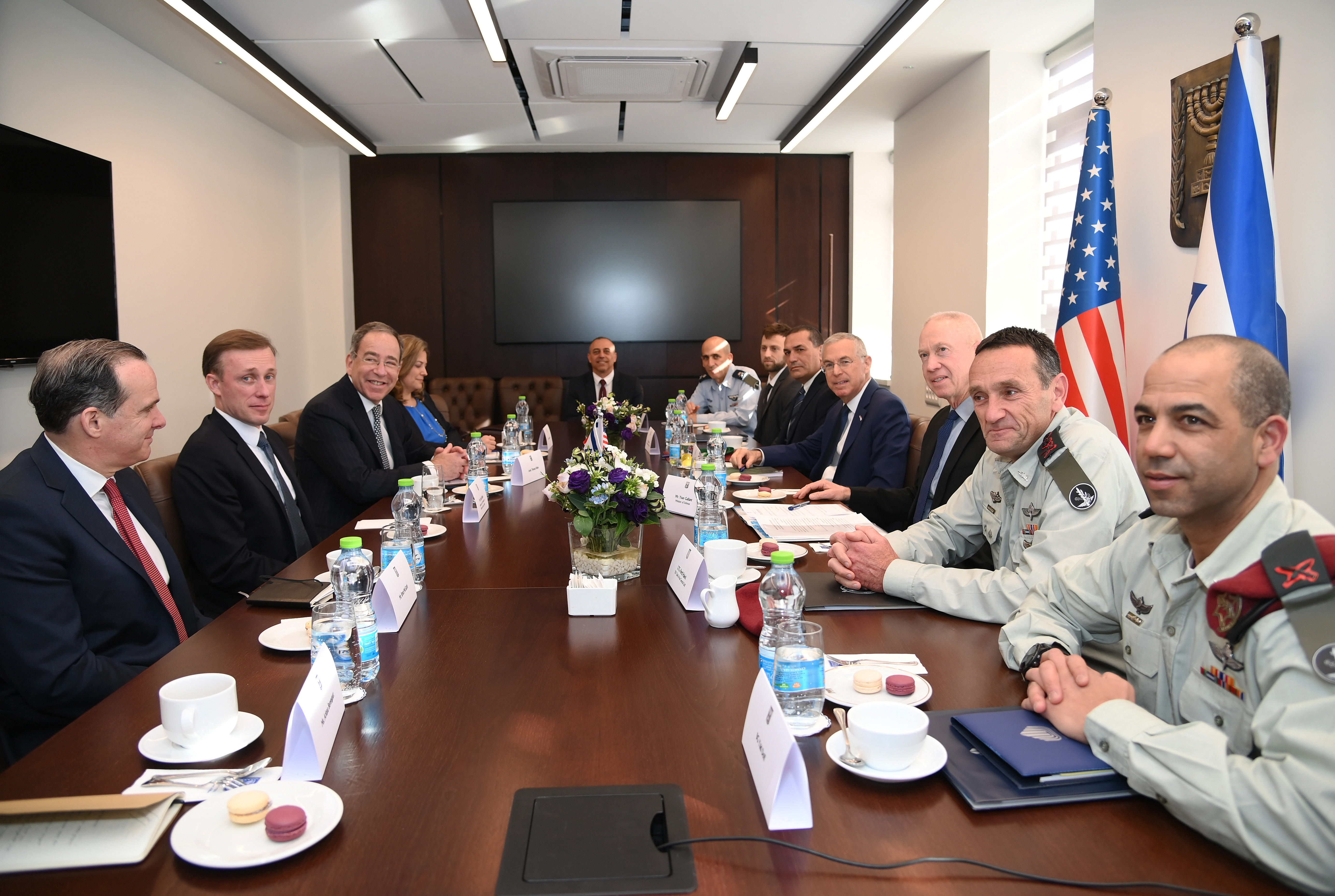
Halevi com o Ministro da Defesa Yoav Galant e o Conselheiro de Segurança Nacional dos Estados Unidos Jake Sullivan em janeiro de 2023

Em setembro de 2014,  foi promovido ao posto de general de divisão (Aluf) e nomeado como chefe da Diretoria de Inteligência Militar de Israel e serviu nessa função até março de 2018. Em 6 de junho de 2018, Halevi tornou-se o comandante do Comando Sul de Israel, supervisionando as atividades das IDF ao redor da Faixa de Gaza. Em novembro de 2019, Halevi comandou as forças do Comando Sul das IDF na Operation Black Belt, quando lutaram contra a Jihad Islâmica Palestina (PIJ), após o assassinato seletivo do comandante sênior da PIJ, Baha Abu al-Ata, em Gaza.

### Funções de tenente-general
Em 11 de julho de 2021,  foi nomeado o vice-chefe do Estado-Maior Geral. Halevi foi indicado como o próximo chefe do estado-maior pelo ministro da defesa, Benny Gantz, em 4 de setembro de 2022. O 36º governo israelense confirmou sua nomeação como o próximo Chefe do Estado-Maior em 23 de outubro de 2022. Se tornou o 23º Chefe do Estado-Maior em 16 de janeiro de 2023, sucedendo Aviv Kochavi.

### Prêmios e condecorações
Herzi Halevi foi agraciado com três fitas de campanha por seu serviço em três guerras.
|  |  |  |

| Segunda Guerra do Líbano | Zona de Segurança do Sul do Líbano | Operação Margem Protetora |

## Vida pessoal
Halevi reside em Kfar HaOranim, um assentamento israelense na Cisjordânia. É casado com Sharon e tem quatro filhos. Cresceu na religião e ainda frequenta a sinagoga no Sabá. Possui um diploma de bacharel em filosofia e gestão de negócios pela Universidade Hebraica de Jerusalém e um mestrado em gestão de recursos internacionais pela Universidade Nacional de Defesa em Washington, D.C., Estados Unidos.